# باندي كيكي
باندي كيكي مدوّنة كاميرونية، ناشطة للمثليين وذوي الميول الجنسية المثلية الجنسية ، وسيدة أعمال متسلسلة مقرّه في المملكة المتحدة  هي مبتكر مدونة كيناكا، وهي شخصية مثيرة للجدل بسبب آرائها السياسية ونشاط المثليين، وقد أطلق عليها اسم «الناشطون الأكثر حظا بالإعجاب على وسائل الإعلام الاجتماعية في الكاميرون».

## الروابط الخارجية
- الموقع الرسمي
- . على يوتيوب
- Bandy Kiki Speaks On Kinnaka TV, French Colonization of Cameroon, Unity & Self Hate على يوتيوب